# Evenemangsparken Södra Djurgården

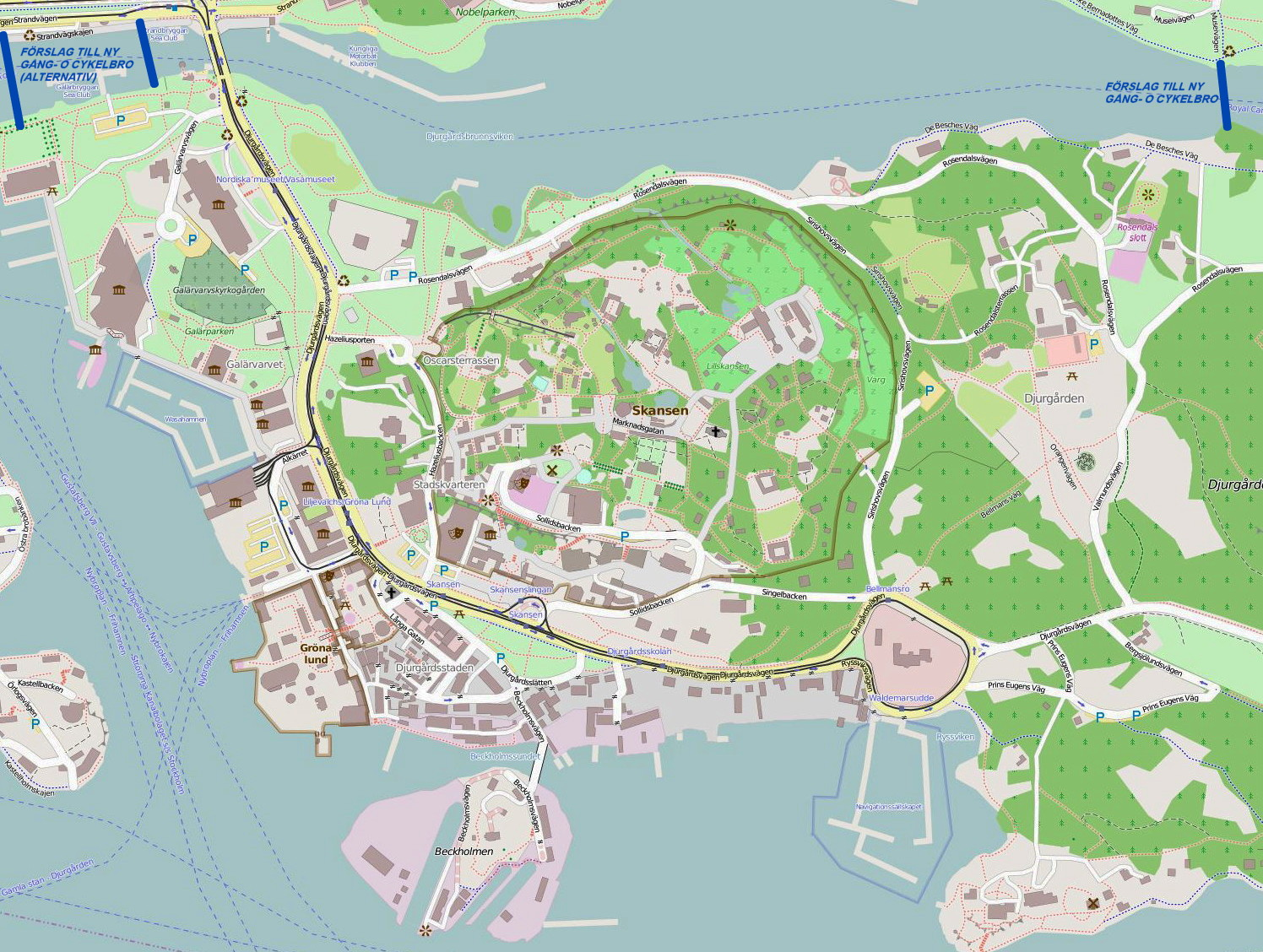
Området för "Evenemangsparken Södra Djurgården".

Evenemangsparken Södra Djurgården består av ett antal befintliga och framtida nöjes- och mötesplatser på Södra Djurgården i Stockholm. I en översiktsplan för Kungliga nationalstadsparken från 2009 har Södra Djurgårdens västra del fått namnet ”Evenemangsparken”. I en global jämförelse är Evenemangsparken, betraktad som ett samlat område av turist- och nöjesattraktioner, den sjunde största i världen och med omkring tio miljoner besökare årligen en av de största i Europa.

## Bakgrund
Södra Djurgårdens västra del var på 1800-talets en obebyggd äng som kallades  ”Slätten” och senare ”Djurgårdsslätten”. Här anlades efter 1800-talets mitt en park och ny bebyggelse, som bestod av en rad värdshus och krogar samt etablissemang där komedianter, musikanter och innehavare av tittskåp, bild- och kasperteatrar höll till. Området blev så småningom Stockholms nöjescentrum. De största anläggningar för nöje respektive folkbildning blev restaurang Hasselbacken (invigd 1874), nöjesparken Gröna Lund (började på 1880-talet), friluftsmuseet Skansen (invigt 1891), Cirkus (invigd 1892) och Nordiska museet, det senare byggt inom ramen för Allmänna konst- och industriutställningen 1897 samtidigt med Biologiska museet. År 1916 öppnade Liljevalchs konsthall som uppfördes efter ritningar av arkitekt Carl Bergsten. Åren 1923-1957 fanns även Nöjesfältet i området.

## Området idag
Många attraktioner har tillkommit genom åren, till de nyare hör bland annat Vasamuseet (invigt 1990 som ersättning för Wasavarvet som fanns 1961-1988), Junibacken (1996), nytt Spritmuseum (2012) och Abbamuseet (2013). Djurgårdens besökscentrum (Visit Djurgården) öppnade på sommaren 2013 och fungerar som entré till Evenemangsparken och Kungliga nationalstadsparken. Till Evenemangsparken räknas även Galärparken, Djurgårdsvarvet, Beckholmen och Djurgårdsstaden samt Waldemarsudde, Rosendals slott och Rosendals trädgård. Idag är Evenemangsparken Södra Djurgården med omkring tio miljoner besökare årligen ett internationellt besöksmål av samma storleksordning som Kinesiska muren och Disneyland Resort Paris (tidigare Euro Disneyland).

## Nutida bilder med ett urval av attraktioner

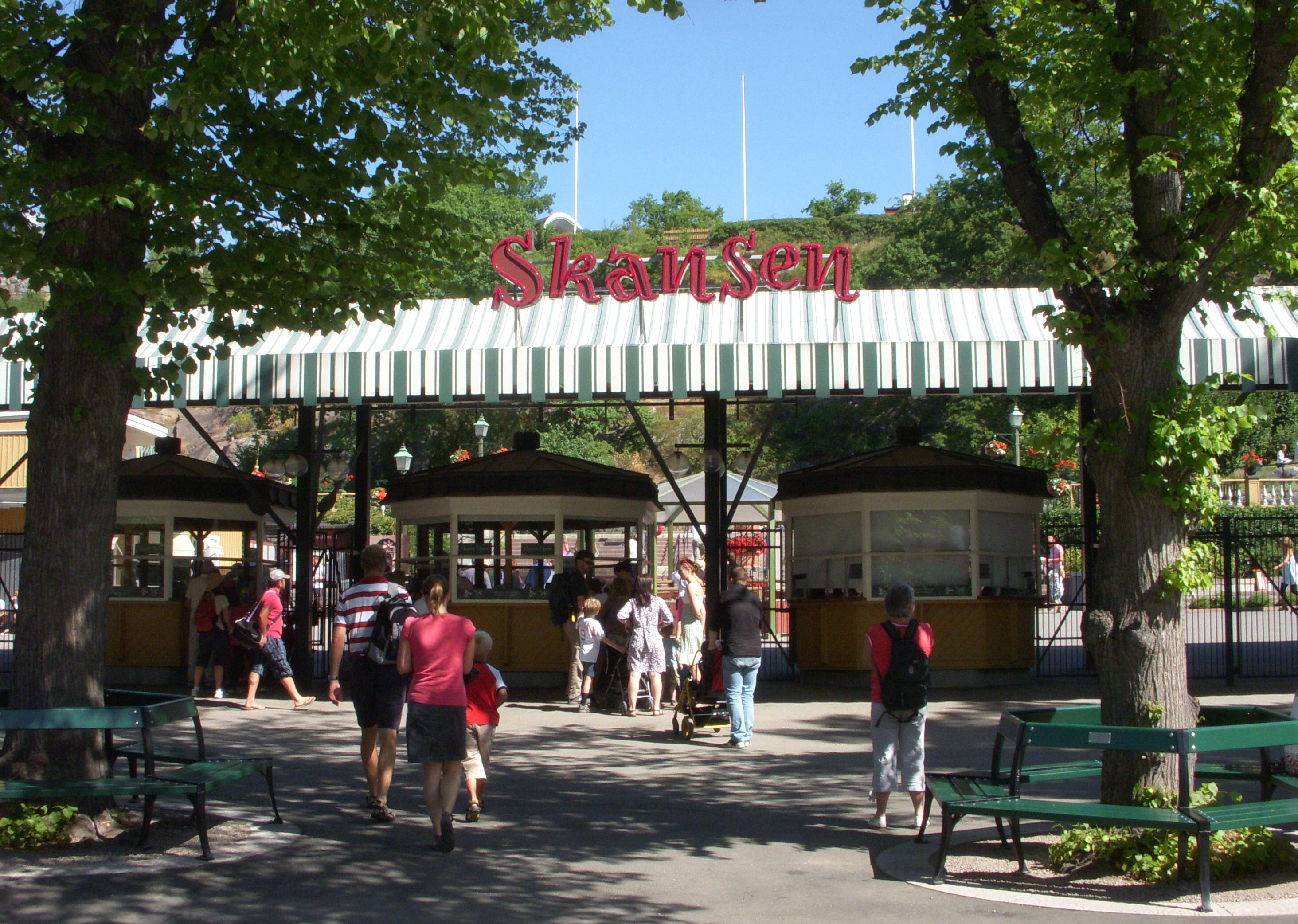
Skansens huvudentré
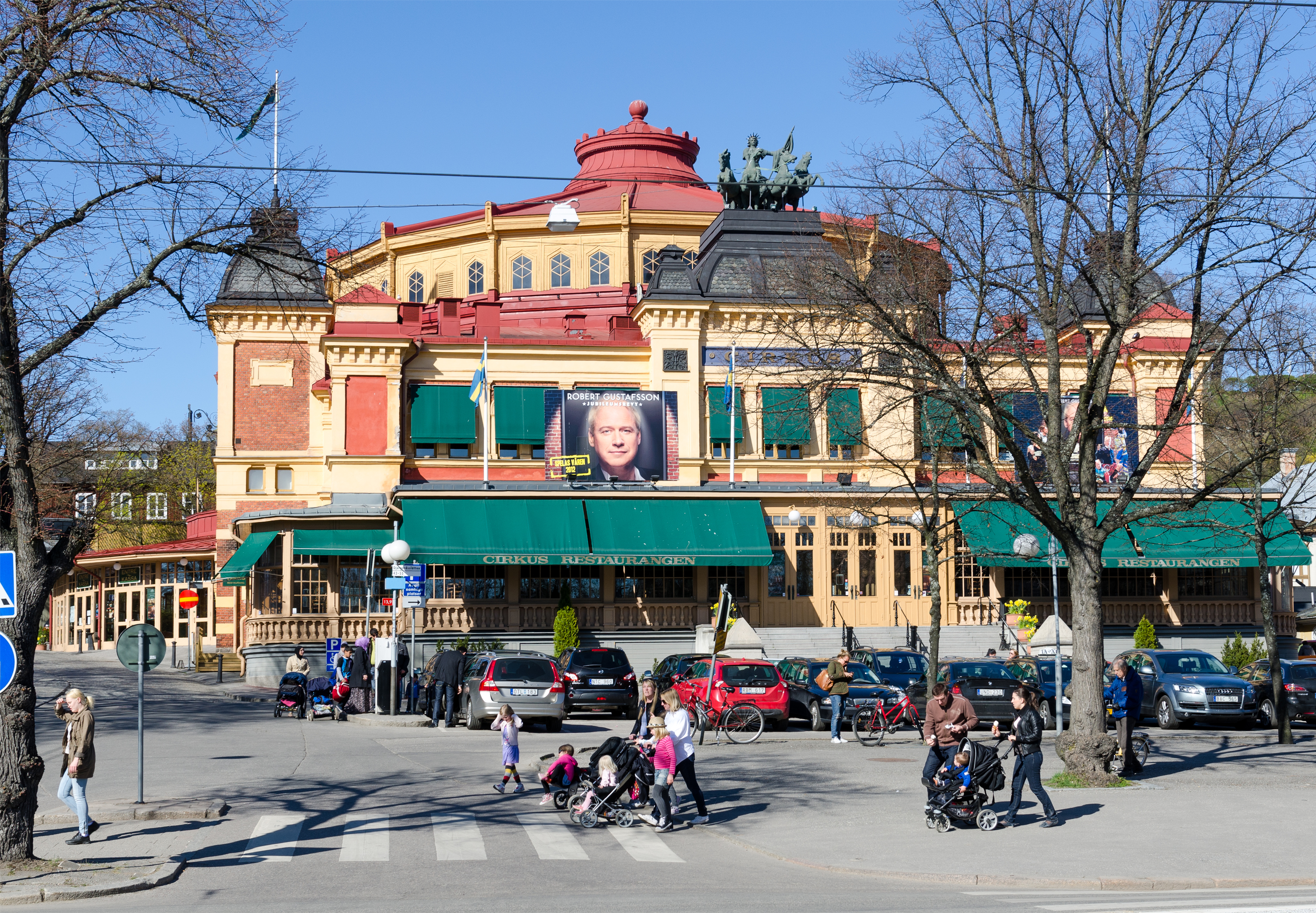
Cirkus mot Djurgårdsslätten
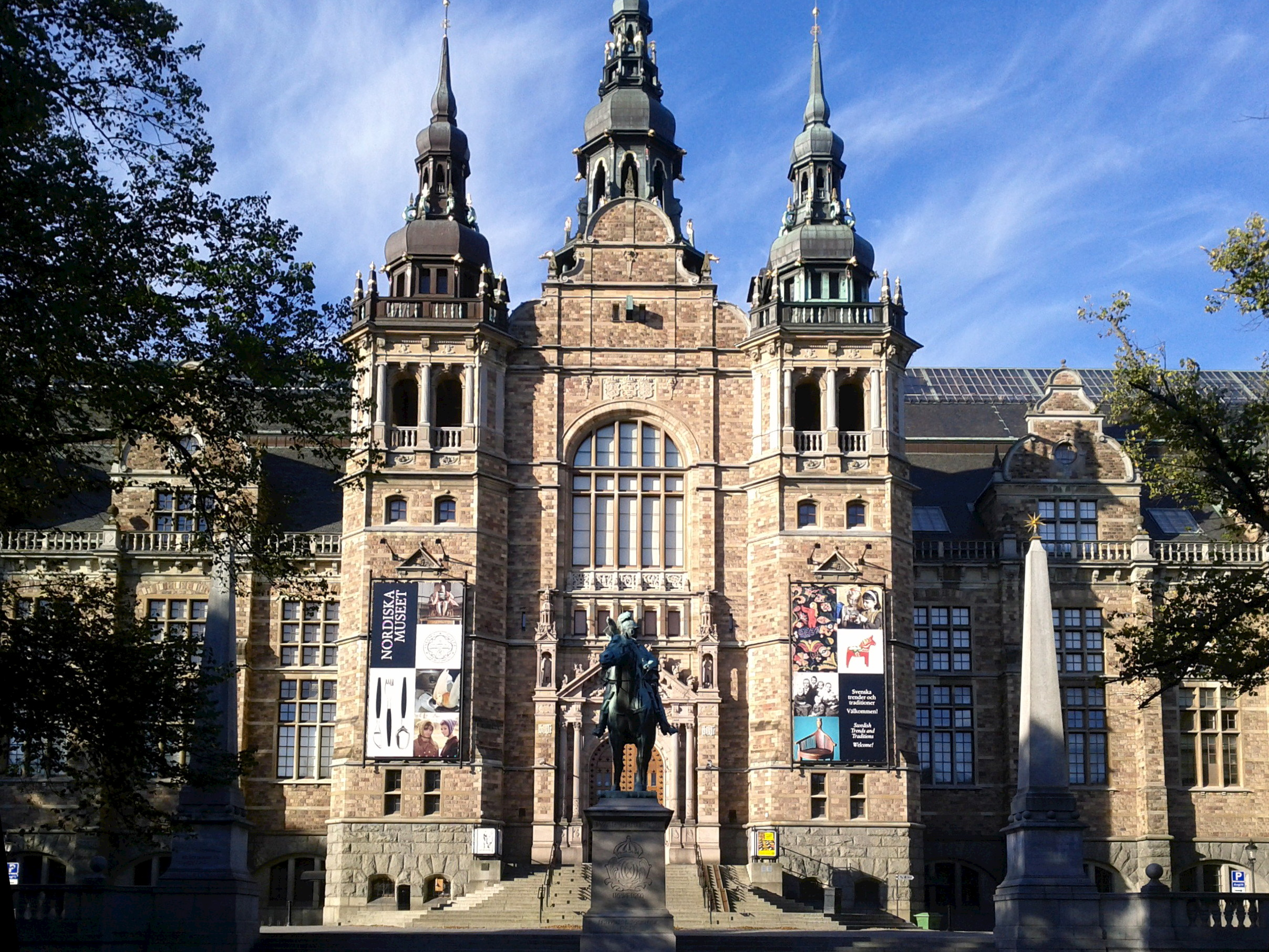
Nordiska museets huvudentré
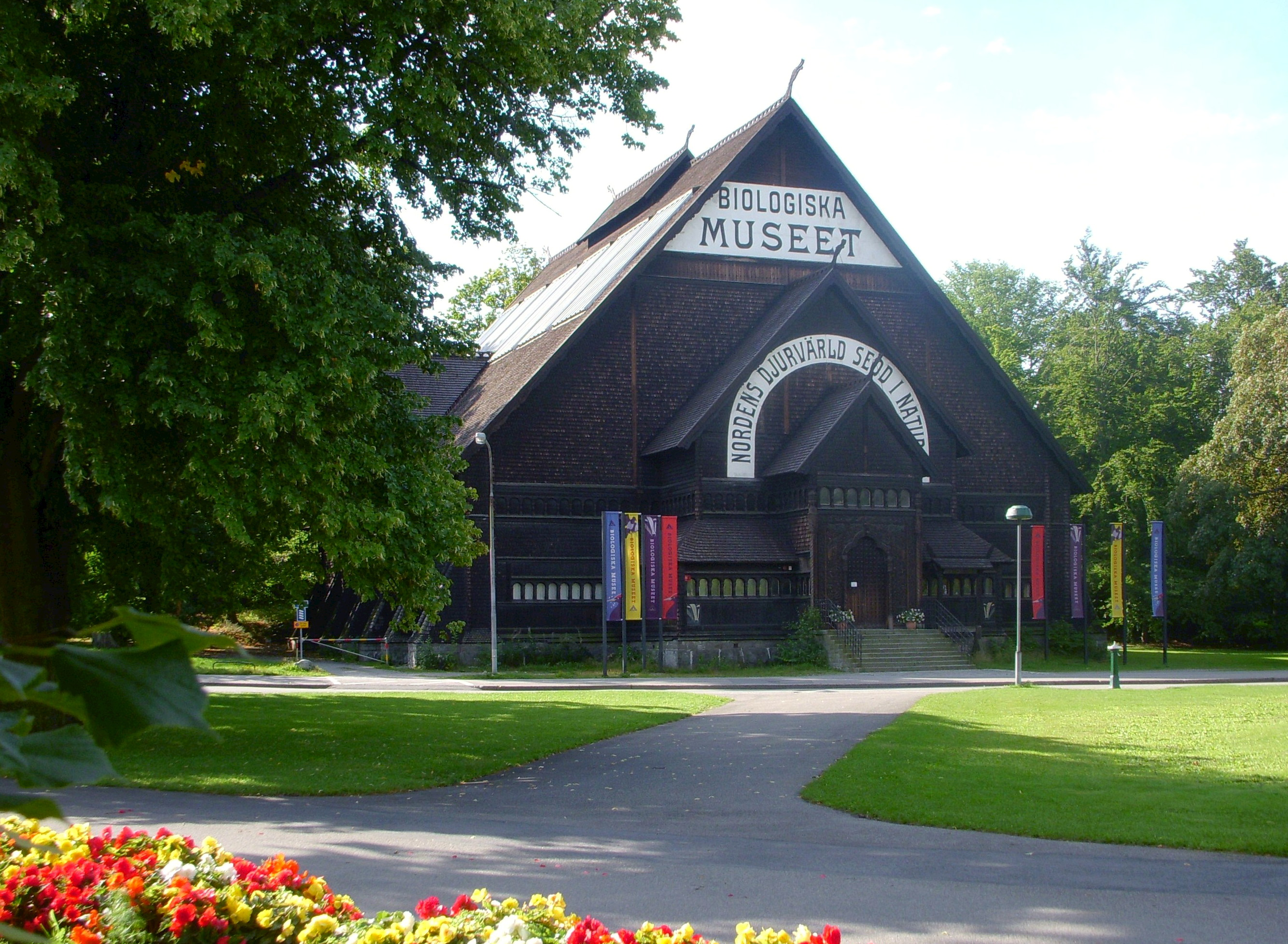
Biologiska museets byggnad
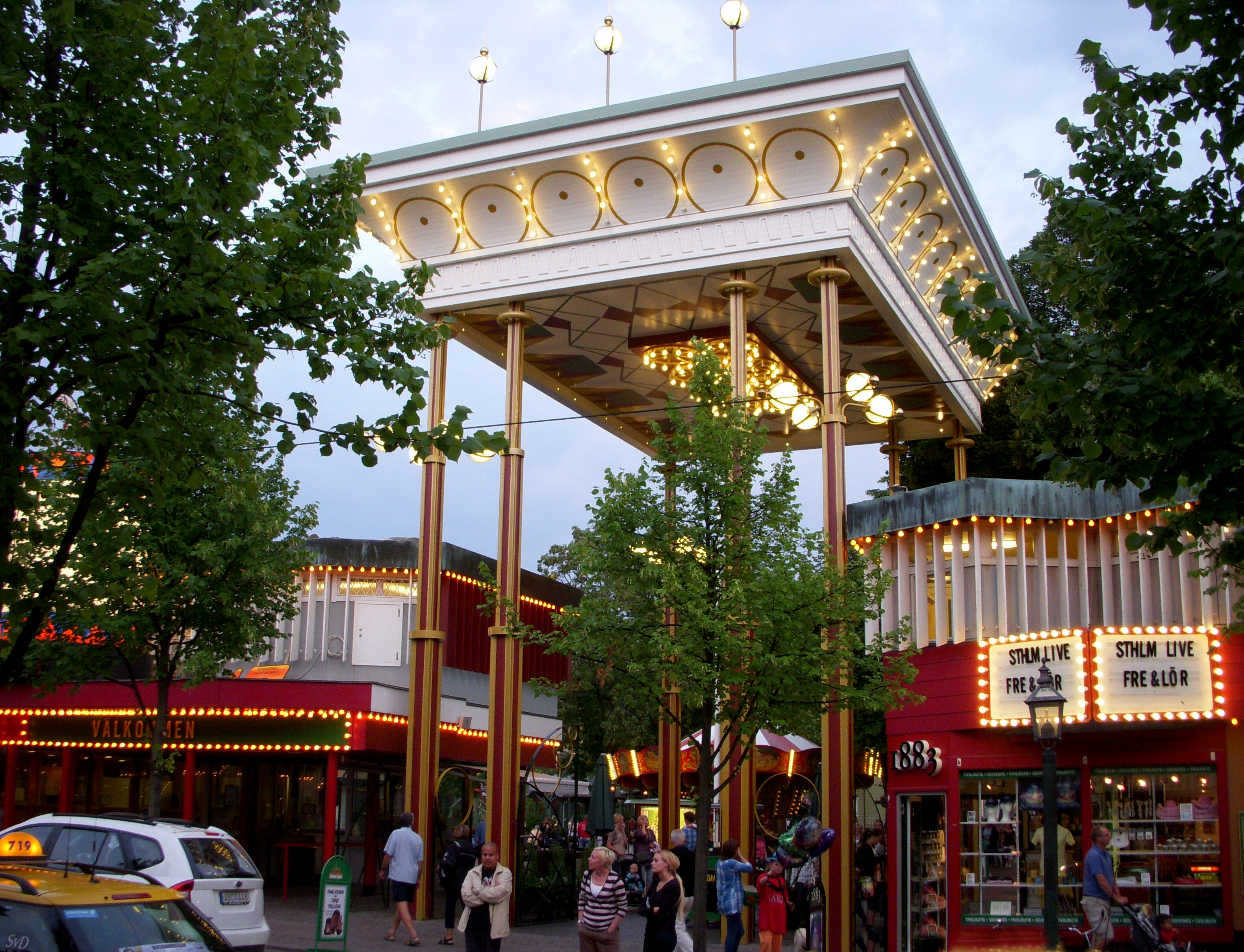
Gröna Lunds huvudentré
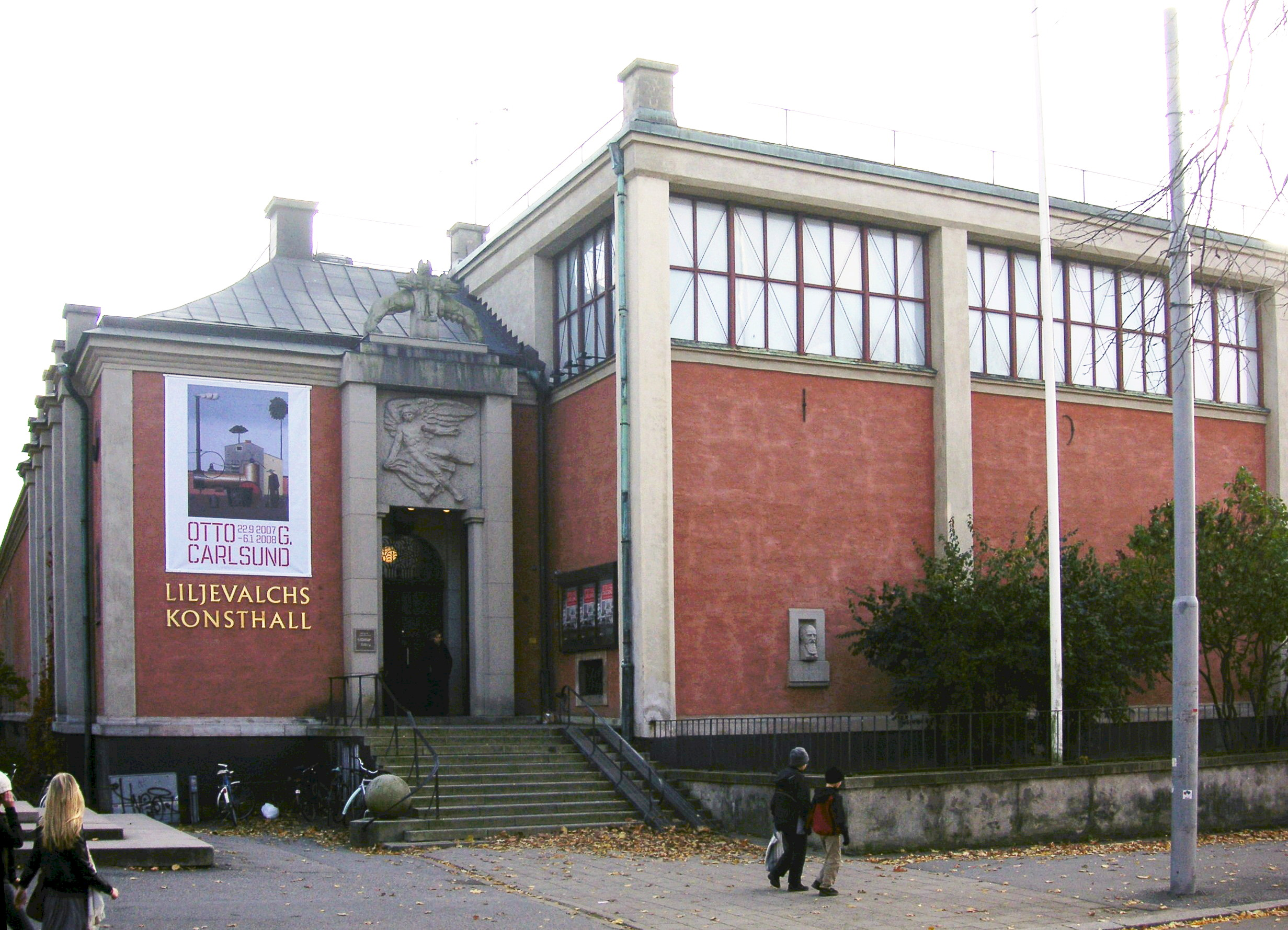
Liljevalchs konsthalls huvudentré
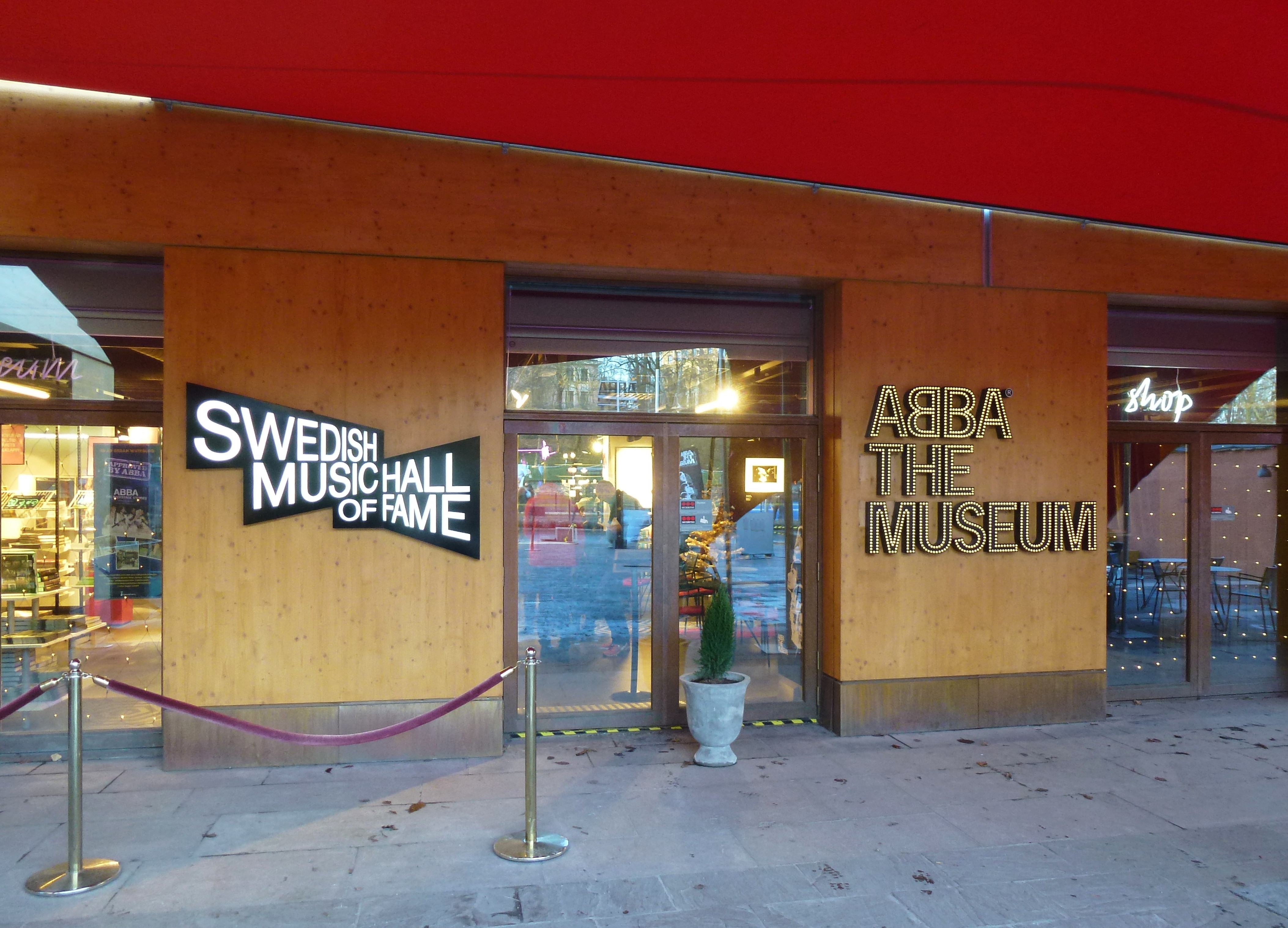
Entré till Abbamuseet och Swedish Music Hall of Fame
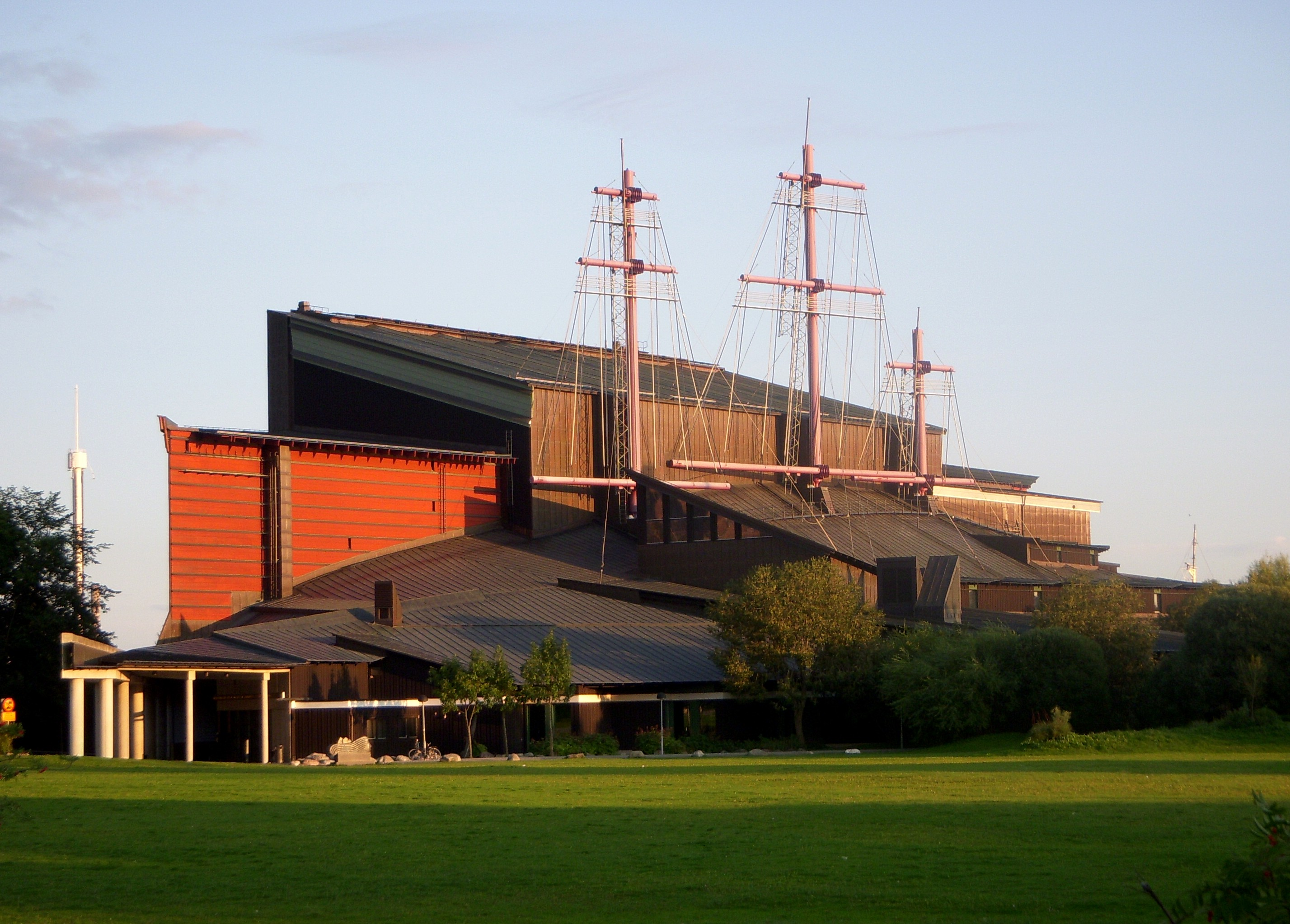
Vasamuseet, fasader mot norr

## Framtidsplaner för Evenemangsparken

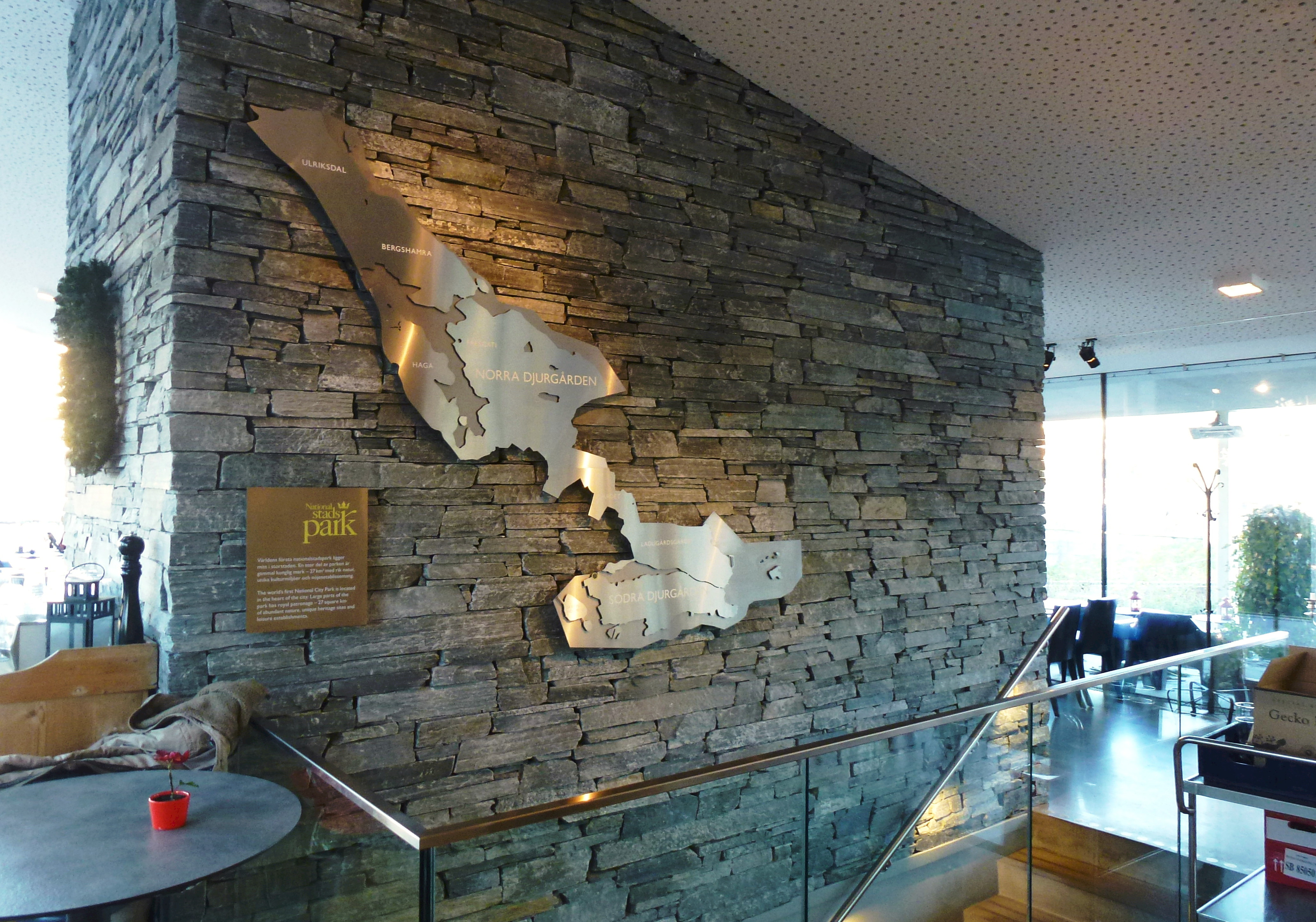
Karta över Nationalstadsparken i Djurgårdens besökscentrum, 2014.

På våren 2009 antog Stockholms kommunfullmäktige en fördjupad översiktsplan för Stockholms del av Kungliga nationalstadsparken. I planen fick västra delen av Södra Djurgården beteckningen ”Evenemangspark”. I översiktsplanen konstateras att ”verksamheter ska kunna förnyas och att området bedöms tåla viss komplettering och förändring”. Översiktsplanens mål är även att bevara och vidareutveckla Nationalstadsparken ”som ett historiskt landskap i staden och regionen”.  Man konstaterar dessutom att kollektivtrafiken till området under turistsäsongen (främst sommartid) behöver förbättras så att ännu fler besökare kan ta sig dit.
Som ett första steg mot en förbättrad tillgänglighet för gående och cyklister mellan Norra och Södra Djurgården föreslås en ny gång- och cykelbro över Djurgårdsbrunnsviken, som kommer att förbinda Evenemangsparken med Museiparken Norra Djurgården. Bron beräknas bli färdig 2016. För att öka tillgängligheten till Södra Djurgården från Strandvägen planeras även en gång- och cykelbro längre västerut. Att anlägga ytterligare en bro till Djurgården från Strandvägen har diskuterats och presenterats ett antal gånger de senaste 45 åren. På våren 2014 presenterade Trafikkontoret två förslag för en ny broförbindelse, en fast och en öppningsbar, och i två alternativa lägen.
Som exempel för ”viss komplettering och förändring” skissade Stockholms stadsbyggnadskontor i en utredning från år 2010 bland annat följande åtgärder, några är idag (2014) fullbordade:
- Djurgårdens besökscentrum vid Djurgårdsbron
- Nytt hotell i kvarteret Konsthallen (Melody Hotel)
- Gröna Lunds utbyggnad
- Förnyelsen av Djurgårdsvarvet
- Nytt annex till Liljevalchs konsthall
- Nytt vin- och sprithistoriskt museum
- Nytt scenhus för Cirkus

Bland idéprojekten för den offentliga miljön nämndes bland annat:
- Ombyggnad av Djurgårdsvägen
- Förnyelse av Galärparken  och Djurgårdsslätten
- Upprustad gatu- och parkbelysning
- Koordinerad skyltning